# Nephrotoma parvirostra
Nephrotoma parvirostra är en tvåvingeart som beskrevs av Alexander 1924. Nephrotoma parvirostra ingår i släktet Nephrotoma och familjen storharkrankar. Inga underarter finns listade i Catalogue of Life.